# Джо Сісе
Джо Сісе (швед. Joe Sise, нар. 12 грудня 1989, Гальмстад) — шведський футболіст гамбійського походження, нападник данського клубу «Нордшелланд».
Насамперед відомий виступами за клуб «Гальмстад», а також молодіжну збірну Швеції.

## Клубна кар'єра
У дорослому футболі дебютував 2004 року виступами за команду клубу ««Сньосторп Нігем»», в якій провів чотири сезони, взявши участь у 90 матчах чемпіонату. 
Протягом 2008 року захищав на правах оренди кольори команди клубу «Вернаму».
Своєю грою за останню команду привернув увагу представників тренерського штабу клубу «Гальмстад», до складу якого приєднався того ж 2008 року. Відіграв за команду з Гальмстада наступні три сезони своєї ігрової кар'єри.
До складу клубу «Нордшелланд» приєднався 2012 року.

## Виступи за збірну
Протягом 2010 року залучався до складу молодіжної збірної Швеції. На молодіжному рівні зіграв у 2 офіційних матчах.